# Slendro
Slendro is een bestuurslaag in het regentschap Sragen van de provincie Midden-Java, Indonesië. Slendro telt 2643 inwoners (volkstelling 2010).